# John Paulet, 14. markýz z Winchesteru
John Paulet, 14. markýz z Winchesteru (3. června 1801 Amport, Hampshire – 4. července 1887) byl anglický šlechtic.

## Život
Narodil se 3. června 1801 v Amport House jako syn Charlese Pauleta a Anne Andrews.
Studoval v Eton College. Dne 10. dubna 1817 se stal kornetem 10. dragounského pluku a 16. listopadu 1820 byl povýšen do hodnosti lajtnanta. Dne 12. června 1823 získal hodnost kapitána a velel 35. pěšímu pluku (Royal Sussex), stejného roku přešel k 8. královským irským husarům. Následně pokračoval v různých vojenských funkcích.
Roku 1843 zdědil titul markýz z Winchesteru. Dne 31. března 1847 se stal zastupujícím lajtnantem Hampshiru a roku 1852 Lord Lieutenantem Hampshiru.
Dne 29. listopadu 1855 se oženil s Mary Montagu (1828–1868), s dcerou Henryho Robinson-Montagu, 6. barona Rokeby. Měli spolu tři děti:
- Augustus Paulet, 15. markýz z Winchesteru (1858–1899)
- Lady Lillian Mary (1859–1952), vdaná za Randolpha Wemysse
- Henry Paulet, 16. markýz z Winchesteru (1862–1962)

Zemřel 4. července 1887.